# Qacha's Nek
Qacha's Nek är en distriktshuvudort i Lesotho.   Den ligger i distriktet Qacha's Nek, i den sydöstra delen av landet, 150 km sydost om huvudstaden Maseru. Qacha's Nek ligger 1 974 meter över havet och antalet invånare är 25 573.
Terrängen runt Qacha's Nek är kuperad. Runt Qacha's Nek är det ganska glesbefolkat, med 34 invånare per kvadratkilometer. Det finns inga andra samhällen i närheten. Trakten runt Qacha's Nek består i huvudsak av gräsmarker.